# Otto Liese

Otto Liese

Otto Liese (* 13. April 1866 in Haverland; † 19. März 1931 ebenda) war ein deutscher Politiker (DDP).

## Leben und Wirken
Otto Liese wurde als Sohn eines selbständigen Landwirtes geboren. Nach dem Besuch der Volksschule in Abbendorf (Landkreis Westprignitz) in den Jahren 1872 bis 1875 wurde er an der Landwirtschaftsschule in Dahme in der Mark im Kreis Jüterbog-Luckenwalde unterrichtet. Anschließend verdiente er seinen Lebensunterhalt als selbständiger Landwirt.
Liese war Mitbegründer des Deutschen Bauernbundes und Mitglied der Landwirtschaftskammer Brandenburg. Des Weiteren war er Kreistagsmitglied des Kreises Westprignitz.
Nach dem Ersten Weltkrieg trat Liese in die Deutsche Demokratische Partei (DDP) ein. Für diese gehörte er von 1920 bis 1921 der Verfassunggebenden Preußischen Landesversammlung an. Bei der Reichstagswahl vom Juni 1920 wurde er in den ersten Reichstag der Weimarer Republik gewählt, dem er knapp vier Jahre lang bis zur Reichstagswahl vom Mai 1924 angehörte.